# Ponte Erasmo
A Ponte Erasmo (holandês: Erasmusbrug) é uma ponte estaiada e basculante, sua construção começou em 1990 e foi inaugurada em 1996. A ponte cruza o Novo Mosa no centro de Roterdã, conectando o norte e o sul da cidade, a segunda maior dos Países Baixos. A ponte foi nomeada em 1992 em homenagem a Erasmo de Roterdã, importante humanista renascentista cristão. A Ponte Erasmo é o símbolo mais importante de Roterdã e é inclusive parte da logomarca oficial da cidade.

## História
A ponte de 802 metros de comprimento sobre o Novo Mosa foi projetada por Ben van Berkel. A seção suspensa da ponte tem um único mastro assimétrico de 139 metros de altura firmado em uma base horizontal, de onde provém o apelido "O Cisne" da ponte.
Depois de mais de 165 milhões de euros para construir, a ponte foi oficialmente inaugurada pela Rainha Beatrix em 6 de setembro de 1996. Pouco depois da abertura da ponte para o tráfego, foi descoberto que a ponte iria oscilar sobre a influência de fortes ventos. Para reduzir a oscilação, amortecedores foram instalados.

## Projeto

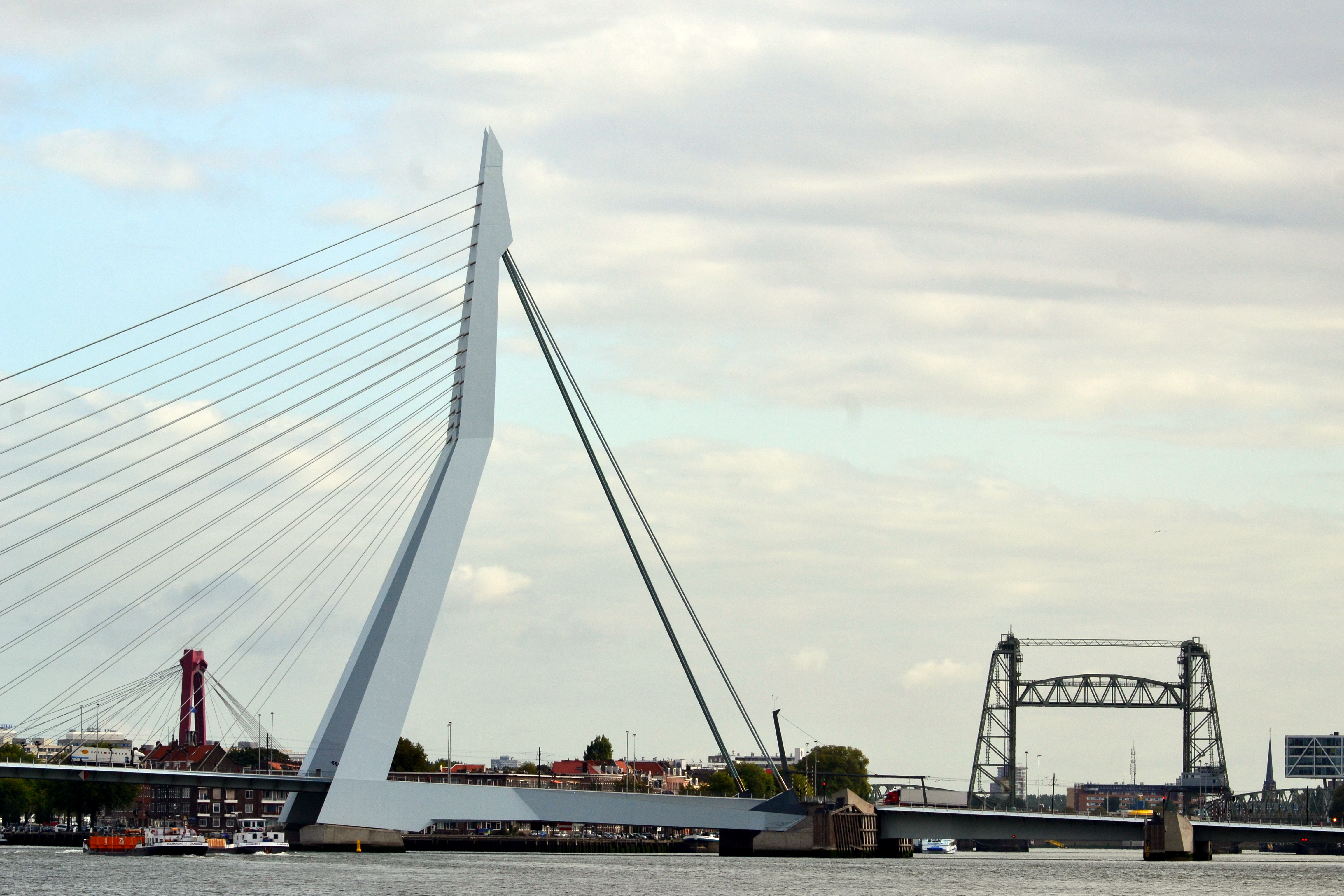
O mastro assimétrico da Ponte Erasmo, com 16 pares de estais dianteiros e 2 conjuntos de cabos de sustentação do mastro na parte de trás.

Durante a fase preliminar, alguns projetos alternativos foram apresentados. Em 1990, um dos arquitetos jurados, Ben van Berkel, revelou seu próprio projeto, que era similar ao de Santiago Calatrava usado na Ponte de Alamillo em Sevilha, Espanha: Um único mastro inclinado posicionado de um lado do rio. Por causa do inicialmente planejado  mastro de 150m ser pensado para agir como um contrapeso para o vão de 284m, o mastro não tinha cabos traseiros.
No subsequente estudo de viabilidade estrutural, várias mudanças significativas no projeto foram feitas. Foi descoberto que cargas, como caminhões de 60 toneladas, iriam induzir excessiva pressão no mastro inclinado; posteriormente cabos traseiros foram adicionados para minimizar a pressão sobre o mastro. O mastro de concreto de 150 metros de altura foi substituído por um mastro de aço de 139 metros de altura. A aparência da ponte permaneceu a mesma, o que provou ser um dos fatores decisivos na escolha dessa proposta. Em novembro de 1991, o conselho da cidade escolheu o ambicioso mastro inclinado e liberou fundos adicionais para a construção da ponte assimétrica.

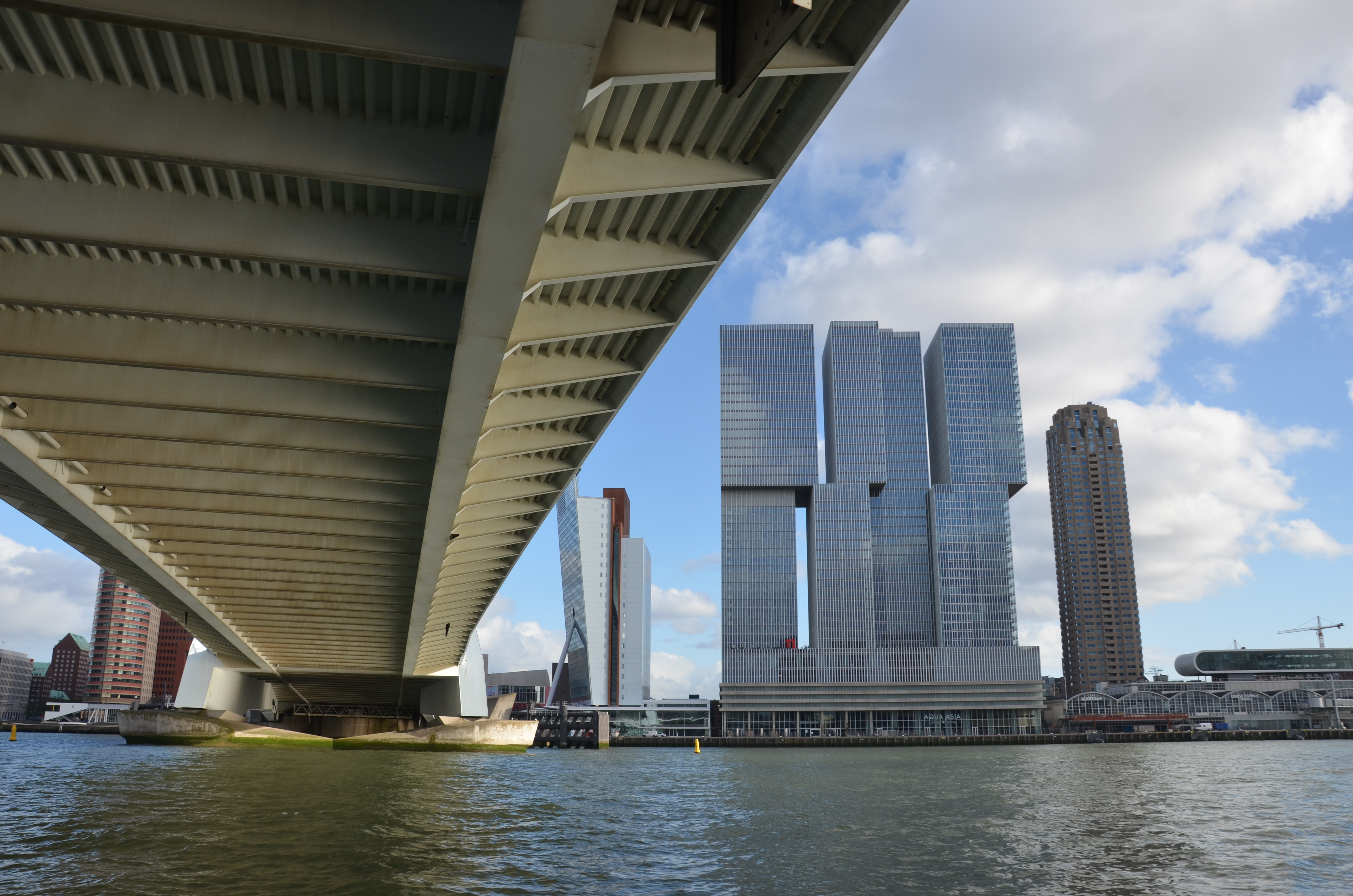
A parte inferior do tabuleiro da ponte.

O tabuleiro da ponte não foi feito fino só por razões estéticas, mas também por algumas condições técnicas. Era preciso que houvesse uma elevação de 12,5m por no mínimo 200m para a passagem de navios. O tabuleiro foi projetado com duas vigas de 2,25 m de altura e 1,25 m de largura, onde os cabos estão fixados para sustentar um tabuleiro com 4 faixas de tráfego e um trilho de VLT entre as duas vigas. As vigas se encontram a cada 4,9m através de seções perpendiculares, que se estendem até 6,7m em cada lado em direção às calçadas e ciclovias.
Nos pilares de concreto, os engenheiros projetaram os tubos de aço dentro dos pilares para sustentar a ponte e os arquitetos desenharam como uma escultura, os pilares de concreto em que estão esses tubos de aço.

## Galeria

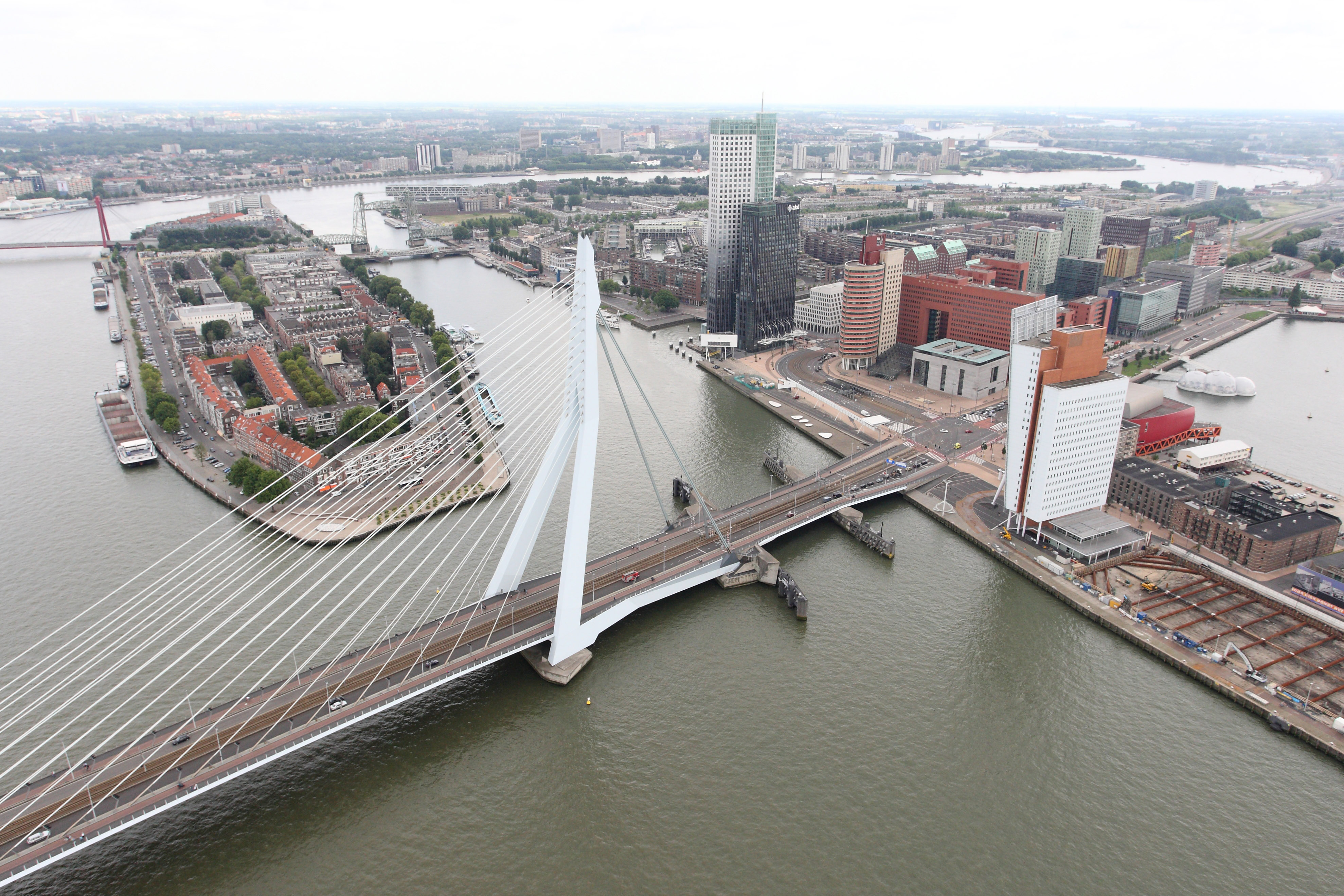
Ponte estaiada e basculante.
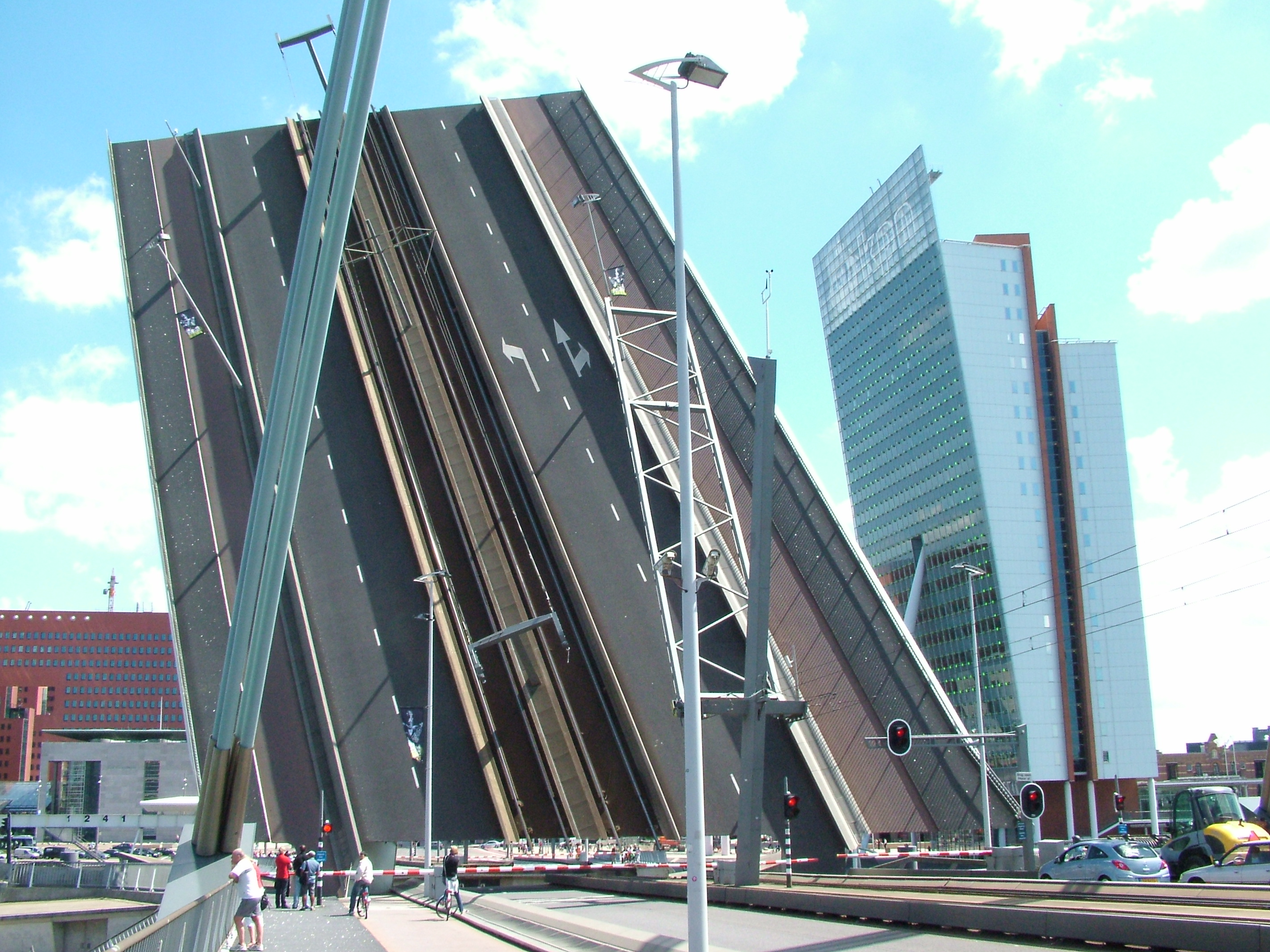
A seção basculante elevada.
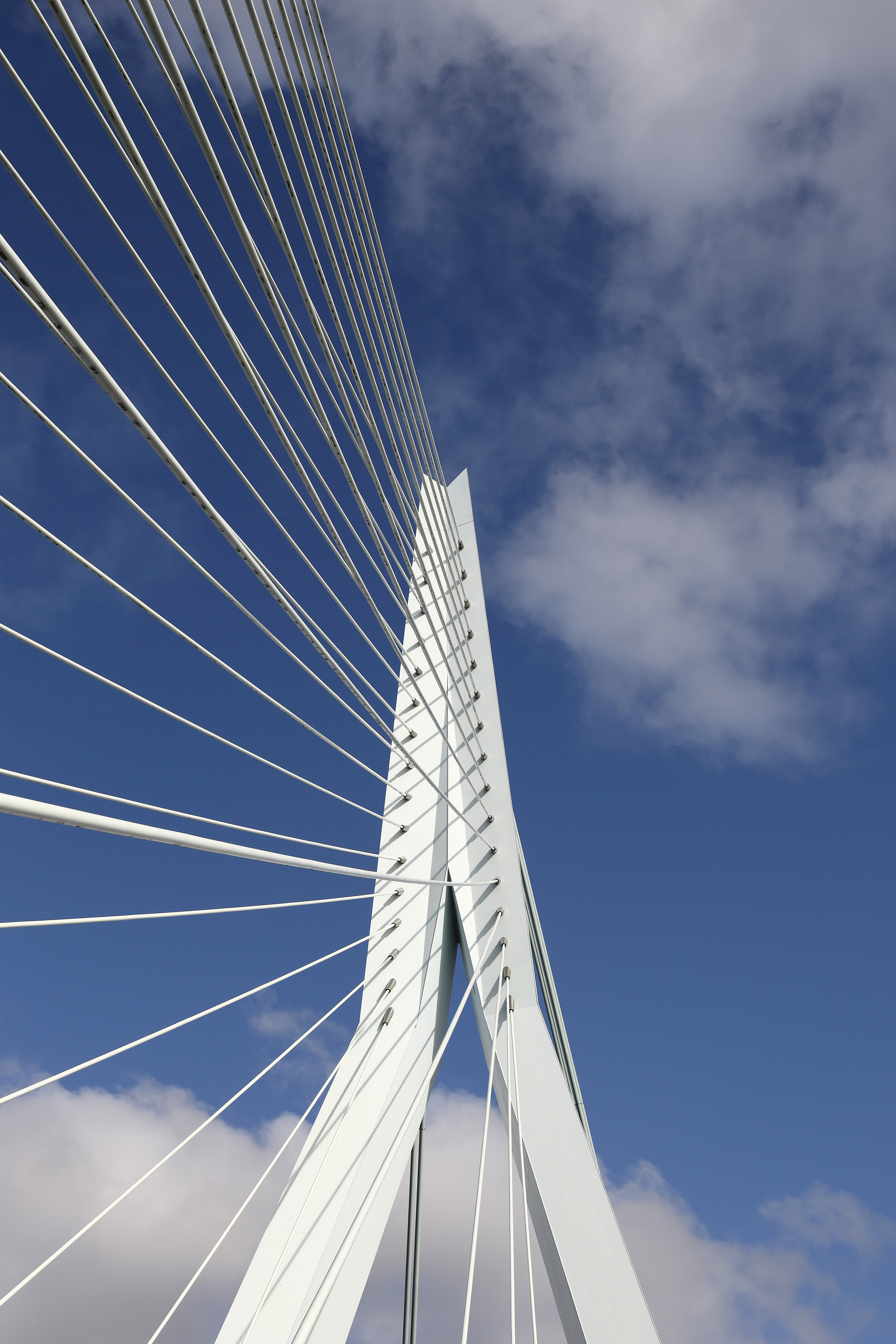
O mastro da ponte.
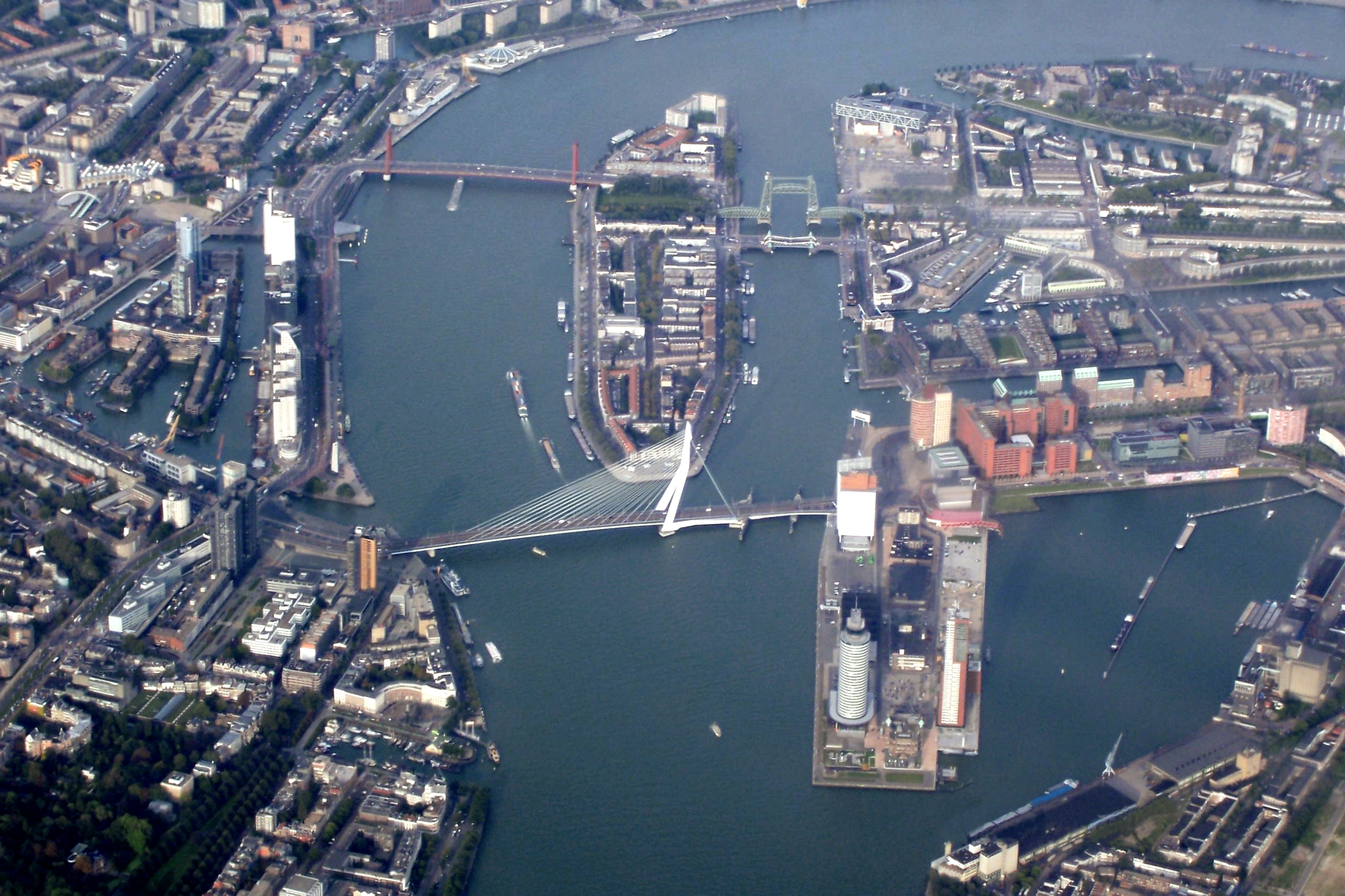
Ponte Erasmo vista de cima.
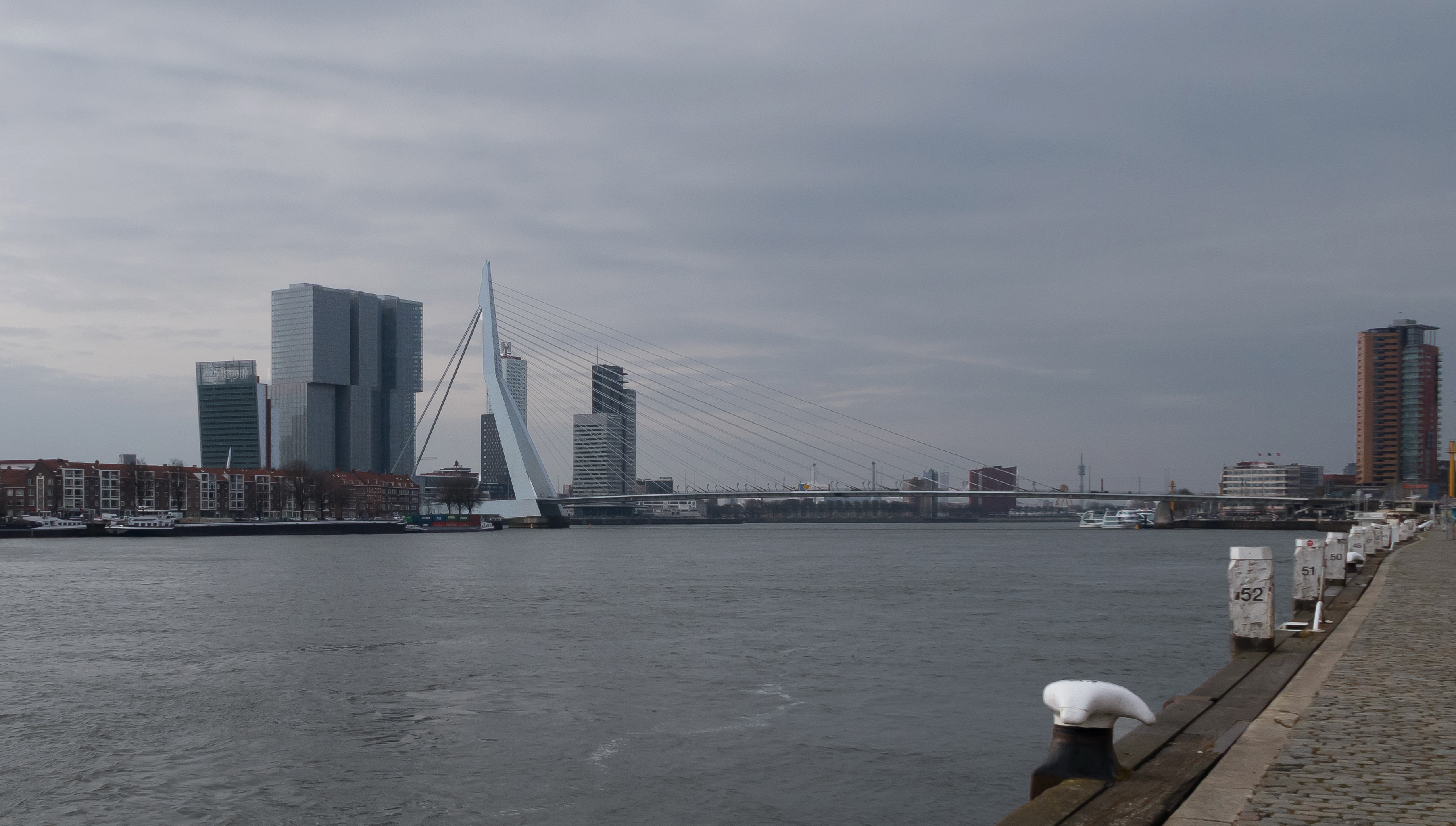
O Novo Mosa com a ponte ao fundo.
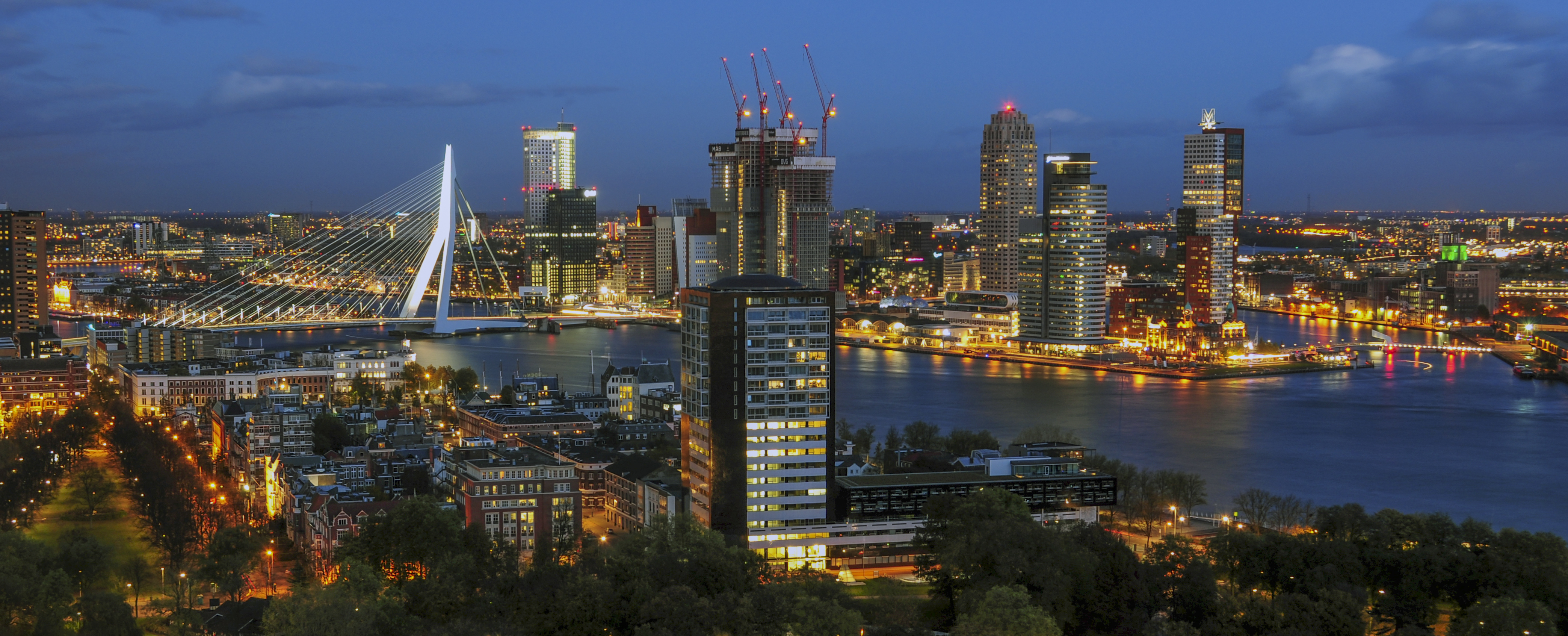
Ponte Erasmo a noite vista do Euromast em 2012.

## Ligações externas

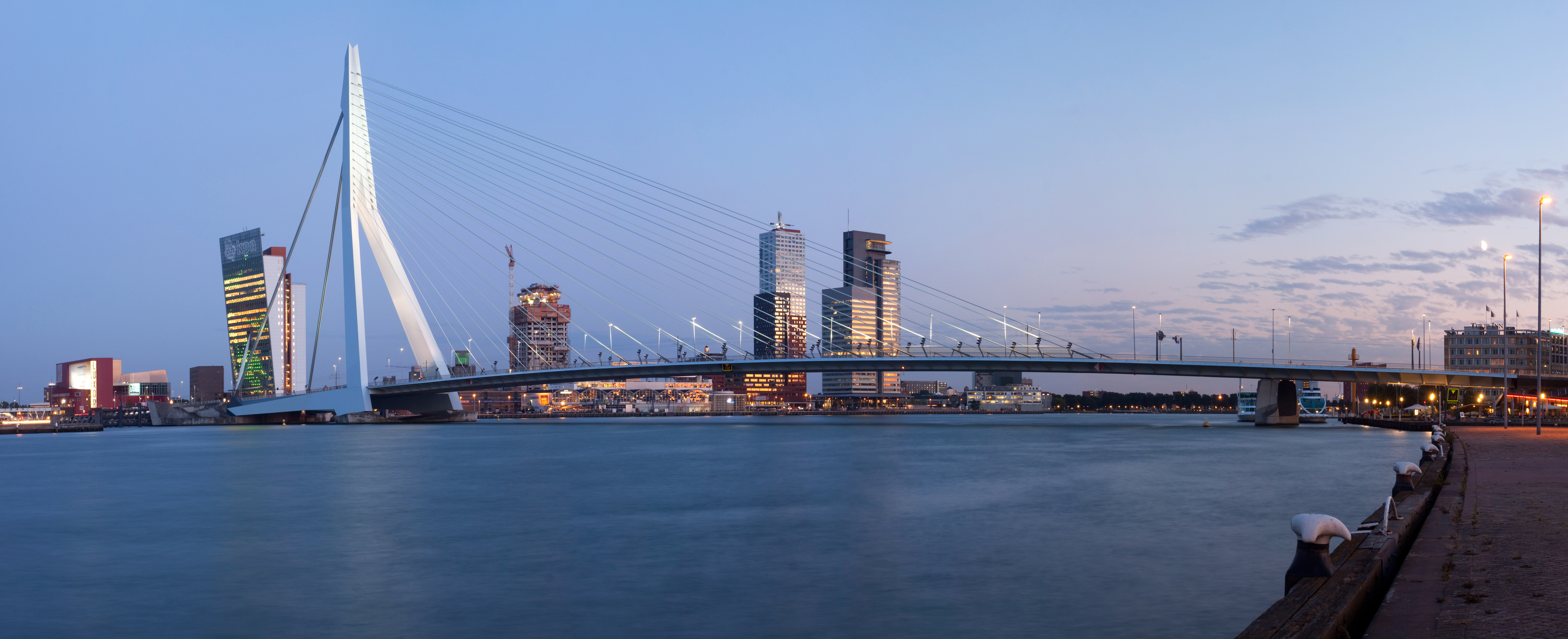
Panorama da ponte